# Революция на граните
Революция на граните (укр. Революція на граніті) — кампания ненасильственных действий украинской молодёжи, происходившая в Киеве осенью 1990 года.
Голодовка студентов на площади Октябрьской революции (ныне — майдан Незалежности) и массовые акции в городе, главную роль в которых играли студенты вузов и учащиеся техникумов и ПТУ, продолжались со 2 по 17 октября. Власти Украинской ССР были вынуждены удовлетворить часть требований протестующих.

## История
Революция на граните была инициирована в сентябре 1990 года «Украинским студенческим союзом» и «Студенческим братством». Им удалось провести сильнейшую акцию времён борьбы за независимость Украины.
2 октября 1990 года более 100 студентов установили палаточный городок и начали голодовку на площади Октябрьской революции (теперешний майдан Незалежности). Большинство составляли студенты из Киева, Львова и Днепропетровска.
В их поддержку забастовали и другие высшие учебные заведения Киева (а также техникумы, ПТУ и старшие классы школ). Протестующие перекрыли движение транспорта, окружили Верховный Совет и захватили корпуса Университета имени Шевченко. Студенческие акции протеста прошли в областных центрах, таких как Луганск, Донецк, Львов. После разговора со студентами демонстративно сдал свой билет члена КПСС известный писатель Олесь Гончар.
Под давлением полуподпольных общественных организаций, которые разбили палатки на площади Октябрьской революции, власть предоставила студентам возможность выступить в прямом телеэфире на УТ-1.
Студенты передали Президиуму Верховного Совета УССР свои требования. Для их рассмотрения, в том числе, была создана согласованная комиссия Верховного Совета. 17 октября Верховный Совет УССР принял постановление «О рассмотрении требований студентов, которые проводят голодовку в г. Киеве с 2 октября 1990 года» № 402-XII, в котором постановил:
1. Касательно проведения новых выборов:
На протяжении второй сессии Верховного Совета УССР принять Закон о референдуме в Украинской ССР, Закон об общественных объединениях и организациях в Украинской ССР, Закон о статусе народного депутата Украинской ССР, предусмотренным распорядком, и Закон о выборах в Украинской ССР на многопартийной основе.
В 1991 году провести в Украинской ССР народное голосование (референдум) по вопросу доверия Верховному Совету Украинской ССР двенадцатого созыва и по его результатам решить вопрос о проведении новых выборов в конце года.
2. Касательно военной службы граждан Украины:
Обеспечить прохождение срочной военной службы гражданами Украины вне границ республики только по добровольному согласию гражданина.
Для удовлетворения этой цели до 31 декабря 1990 года принять закон о прохождении срочной военной службы гражданами Украины на территории республики, Закон об альтернативной военной службе, а также создать необходимые государственные органы.
3. Касательно национализации имущества КПСС и ВЛКСМ на территории Украины:
В соответствии с постановление Верховного Совета УССР от 15 октября 1990 года рассмотреть на сессионном заседании выводы Государственного арбитража УССР, Министерства юстиции УССР и Государственного комитета УССР по экономике в вопросе касательно национализации имущества КПСС и ВЛКСМ на территории Украины и до 1 декабря 1990 года создать временную комиссию Верховного Совета УССР по этому вопросу.
4. Касательно Союзного договора:
В соответствии с Обращением Президиума Верховного Совета УССР, принятым Верховным Советом УССР 15 октября 1990 года, направить все усилия Верховного Совета УССР на стабилизацию политической и экономической обстановки в республике, на построение правового независимого Украинского государства, принятие новой Конституции республики, и пока этого не достигнуто, подписание Союзного договора считать преждевременным.
5. Касательно отставки Главы Совета Министров УССР:
Принять во внимание сообщение Главы Верховного Совета УССР Кравчука Л. М. от 17 октября 1990 года касательно отставки главы Совета Министров УССР Масола В. А. и решить этот вопрос в порядке, предусмотренным статьёй 97 п. 9, статьей 108 п. 4 Конституции УССР.
С целью создания правового основания для исполнения этого постановления до 30 ноября 1990 года привести действующую Конституцию УССР в соответствии с положениями Декларации о государственном суверенитете Украины.
В завершение акции перед студентами выступили «Мертвий Півень» (рус. Мёртвый петух) и Мария Бурмака. После принятия постановления ВС УССР касательно удовлетворения требований студентов-голодающих 17 октября 1990 года «революция на граните» закончилась.

## Значение
Прямым следствием протестов была отставка главы Совета Министров УССР Виталия Масола и выполнение ряда требований протестующих. Эти акции и голодовка сыграли большую роль в становлении независимости Украины.

## Участники голодовки
Большое количество участников «революции на граните» и далее проявляли заметную общественную активность в разных областях жизнедеятельности Украины, а именно: Сергей Бащук, Олег Барна, Андрей Винничук, Олесь Доний, Маркиян Иващишин, Вячеслав Кириленко, Павел Розенко, Олег Тягнибок, Вахтанг Кипиани, Андриан Клищ, Игорь Коцюруба, Олег Кузан, Олег Ущенко, Руслан Коцаба, Олег Головецкий, Александр Пограничный, Анжелика Рудницкая, Ярослав Рущишин, Андрей Салюк, Остап Семерак, Михаил Свистович, Андрей Стецкив, Олег Хавич, Владимир Чемерис, Петр Шеревера, Олег Савицкий, Оксана Гресько, Юрий Луценко, Алла Щеголькова, Зиновий Киндрачук и многие другие.

## Память
- 10 октября 2000 года ТК «Золотые Ворота» показал документальный фильм, посвященный 10-летию голодовки[8].
- В 2010 году 20-летие революции отпраздновали фестивалем патриотической и повстанческой песни «Гайдамака.ua», инициированым Олесем Донием[9][10].
- 1 октября 2015 года Президент Украины П. Порошенко издал Указ «О праздновании 25-й годовщины Студенческой революции на граните»[11].

### Видео
- ТСН: 20 лет со времен Революции на граните (2 октября 2010)

### Фото
- Студентська революція на граніті. Фотоальбом про студентське голодування 1990р. Архивная копия от 2 мая 2019 на Wayback Machine
- 20 років Революції на граніті — Студентське Братство 1990
- Студентське Братство 1990 — Революція на граніті